# Haji Wright
Haji Amir Wright (Los Angeles, 27 de março de 1998) é um futebolista americano que atua como atacante. Atualmente joga pelo Coventry City.

## Carreira
É conhecido por sua finalização, habilidade de cabecear e rapidez. O sucesso com a seleção sub-17 o levou a treinar na base do Schalke 04.
Em agosto de 2020, ingressou no SønderjyskE em uma transferência gratuita. Ele teve um início forte no campeonato, com 6 gols em 8 partidas no início de novembro, e suas atuações o levaram a ser eleito o Jogador do Mês da Superliga Dinamarquesa em outubro de 2020. Em julho de 2021, queria sair do SønderjyskE e não conseguiu se apresentar para o treinamento de pré-temporada. Em 21 de julho de 2021, o clube turco Antalyaspor confirmou que havia contratado Wright por empréstimo do SønderjyskE com opção de compra. No entanto, mais tarde no mesmo dia, SønderjyskE negou que o negócio tivesse acontecido porque eles ainda não haviam recebido nenhum pagamento. No entanto, alguns dias depois, em 28 de julho de 2021, SønderjyskE confirmou que havia sido emprestado ao Antalyaspor para a temporada 2021-22 e também assinou um novo contrato com Sønderjyske até junho de 2024.
Em 19 de julho de 2022, Wright assinou um contrato de três anos com o Antalyaspor.

## Carreira internacional
Marcou seu primeiro gol pelos Estados Unidos em 1º de junho de 2022, em uma vitória por 3 a 0 em um amistoso contra o Marrocos. Em novembro de 2022, foi convocado para a seleção para a Copa do Mundo FIFA de 2022. Marcou um gol na derrota para seleção da Holanda nas oitavas de finais.

## Vida pessoal
Seu irmão, Hanif, joga na equipe sub-19 do Bonner SC. Os primos de Haji também são atletas de futebol americano: Joseph Putu jogou como cornerback do Florida Gators, seu primo de segundo grau, Isaac Nana Addai, jogou pela seleção nacional sub-23 da Libéria e também Boston City FC, e seu primo de terceiro grau, Joseph Addai, venceu o Super Bowl XLI em 2007 com o Indianapolis Colts.

## Títulos
New York Cosmos
- NASL: 2015

Seleção Estadunidense
- Liga das Nações da CONCACAF: 2023–24